# Ферв'ю (округ Юніон, Північна Кароліна)
Ферв'ю (англ. Fairview) — місто (англ. town) в США, в окрузі Юніон штату Північна Кароліна. Населення — 3456 осіб (2020).

## Географія
Ферв'ю розташований за координатами 35°9′50″ пн. ш. 80°31′32″ зх. д. / 35.16389° пн. ш. 80.52556° зх. д. (35.163820, -80.525562).  За даними Бюро перепису населення США в 2010 році місто мало площу 78,43 км², з яких 77,50 км² — суходіл та 0,93 км² — водойми.

## Демографія
Згідно з переписом 2010 року, у місті мешкали 3324 особи в 1228 домогосподарствах у складі 961 родини. Густота населення становила 42 особи/км².  Було 1302 помешкання (17/км²).
Расовий склад населення:
| - 97,4 % — білих - 0,9 % — чорних або афроамериканців - 0,3 % — азіатів - 0,2 % — корінних американців |

До двох чи більше рас належало 0,4 %. Частка іспаномовних становила 1,4 % від усіх жителів.
За віковим діапазоном населення розподілялося таким чином: 25,2 % — особи молодші 18 років, 61,3 % — особи у віці 18—64 років, 13,5 % — особи у віці 65 років та старші. Медіана віку мешканця становила 42,6 року. На 100 осіб жіночої статі у місті припадало 101,2 чоловіків;  на 100 жінок у віці від 18 років та старших — 99,1 чоловіків також старших 18 років.
Середній дохід на одне домашнє господарство  становив 75 822 долари США (медіана — 55 833), а середній дохід на одну сім'ю — 85 875 доларів (медіана — 68 846). Медіана доходів становила 45 294 долари для чоловіків та 41 383 долари для жінок. За межею бідності перебувало 10,9 % осіб, у тому числі 7,4 % дітей у віці до 18 років та 3,3 % осіб у віці 65 років та старших.
Цивільне працевлаштоване населення становило 1715 осіб. Основні галузі зайнятості: будівництво — 19,8 %, освіта, охорона здоров'я та соціальна допомога — 12,4 %, фінанси, страхування та нерухомість — 10,9 %, науковці, спеціалісти, менеджери — 10,3 %.